# Markab
Alpha Pegasi (α Peg, α Pegasi) é a terceira estrela mais brilhante da constelação de Pegasus (apesar da designação de "alpha") e uma das quatro estrelas do asterismo conhecido por Grande Quadrado de Pégaso. Tem também o tradicional nome de Markab (ou Marchab).
Markab é uma estrela de tamanho médio, já quase no fim do seu ciclo de evolução estelar na sequência principal. Num período breve (em termos astronômicos), ela entrará na fase de queima de hélio, durante o qual se expandirá, convertendo-se numa gigante vermelha. Como o Sol, provavelmente terminará seus dias como uma anã branca.

## Etimologia
Markab vem da palavra árabe مركب markab, "a sela do cavalo", ou é uma tradução equivocada de Mankib, da frase árabe منكب الفرس Mankib al-Faras, "(a estrela do) ombro (da constelação) do cavalo".